# Euagrotis illapsa
Euagrotis illapsa är en fjärilsart som beskrevs av Walker 1857. Euagrotis illapsa ingår i släktet Euagrotis och familjen nattflyn. Inga underarter finns listade i Catalogue of Life.